# Acantosis nigricans
La acantosis nigricans (AN) es una dermatosis caracterizada por la presencia de hiperqueratosis e hiperpigmentación de la piel, ambas manifestadas como lesiones de aspecto grueso, aterciopelado y pigmentado (color gris-parduzco) localizadas en la mayoría de los casos en pliegues cutáneos como las axilas, cuello, ingles y zonas submamarias, aunque puede llegar a afectar otras áreas del cuerpo como la cara, la superficie interna (medial) de los muslos, el ano, y superficies mucosas. Por lo general, es un marcador cutáneo de resistencia a la insulina presente en diversos síndromes o enfermedades del sistema endocrinológico, como la obesidad, diabetes mellitus tipo 2, síndrome ovárico poliquístico o síndrome metabólico. Salvo ciertas excepciones, la acantosis nigricans supone principalmente un problema de carácter estético, dado que las molestias que provoca son mayormente nulas o escasas.

## Historia
El primer caso de AN fue descubierto por el francés Paul Gerson Unna (quien originalmente propuso el término acantosis nigricans) y el estadounidense Sigmund Pollitzer en 1889, aunque la primera descripción registrada fue hecha por Pollitzer y Víktor Janovsky en 1891. Pollitzer describió el caso en una mujer de 62 años de edad que presentaba "pigmentación generalizada e hipertrofia papilar", mismo que fue publicado en el Atlas Internacional de Enfermedades Raras de la Piel (International atlas of rare skin diseases, 1886), que en ese entonces se centró en la recopilación de casos raros y únicos en dermatología. En este trabajo, Pollitzer no solo llegó a describir los hallazgos clínicos e histopatológicos de su paciente, sino que también acuñó los términos con los cual ahora se describe y define esta condición (p. ej., usar el término propuesto por Unna como título para su caso clínico). Curiosamente, en el mismo volumen del Atlas, apareció otro informe sobre otro caso clínico con las mismas características. Viktor Janovsky había observado manifestaciones clínicas similares en un paciente propio, y su informe fue también publicado en el Atlas, de forma que usualmente se acredita como coautoría la primera descripción de la AN. Posteriormente, el francés Ferdinand-Jean Darier, de acuerdo a su propia experiencia clínica, relacionó la presencia de la AN junto a una enfermedad maligna subyacente. Desde entonces y a partir de la publicación de Darier, la acantosis nigricans se integró conceptualmente como una manifestación de enfermedades paraneoplásicas.

## Clasificación
La descripción de diversas enfermedades que involucran a la AN como signo clínico común ha dado pie a diversas clasificaciones desde un punto de vista clínico. Sin embargo, todas coinciden en hacer una distinción de acuerdo a la relación que tenga la AN a su causalidad considerando si su aparición es como resultado de procesos neoplásicos o no, resultando así una clasificación que la divide principalmente en dos grupos: AN de carácter benigno y AN asociado a síndrome paraneoplásico o de carácter maligno. La clasificación de un paciente en un subgrupo derivado de las anteriores no es definitoria, ya que un mismo paciente puede presentar múltiples tipos de acantosis nigricans. Los diversos tipos de AN de acuerdo a estas clasificaciones, comprenden:
- Tipos benignos.
  - Benigna hereditaria (también llamada familiar). Esta clasificación designa a toda AN que no se acompaña de endocrinopatía alguna,[9] y que tiene marcademente un componente genético en su etiología (rasgo autosómico de carácter dominante).[11] Suele ser congénito o, en su defecto, desarrollarse en la infancia,[11] a diferencia de los demás tipos que dependen de los trastornos coexistentes.[9]

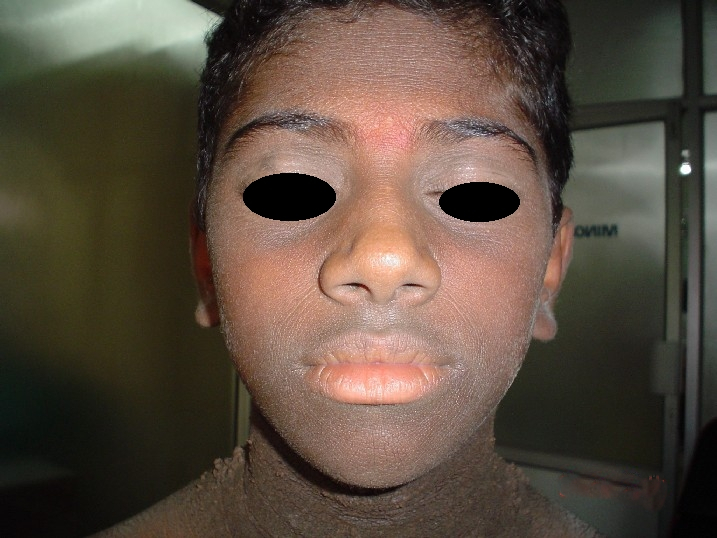
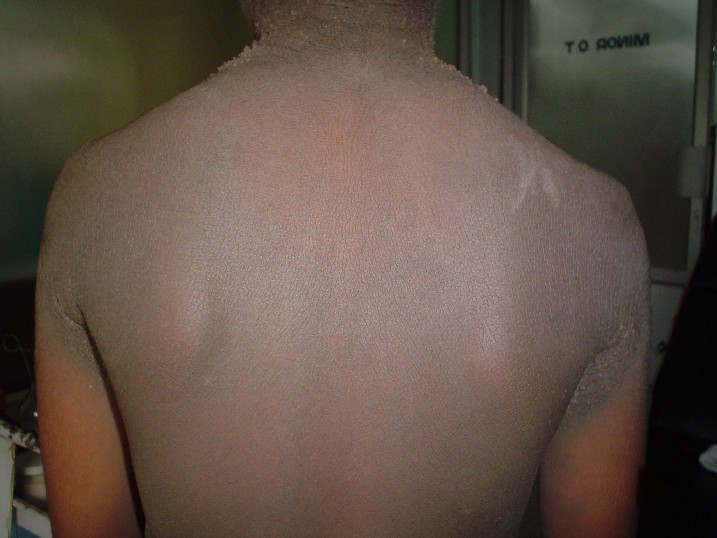
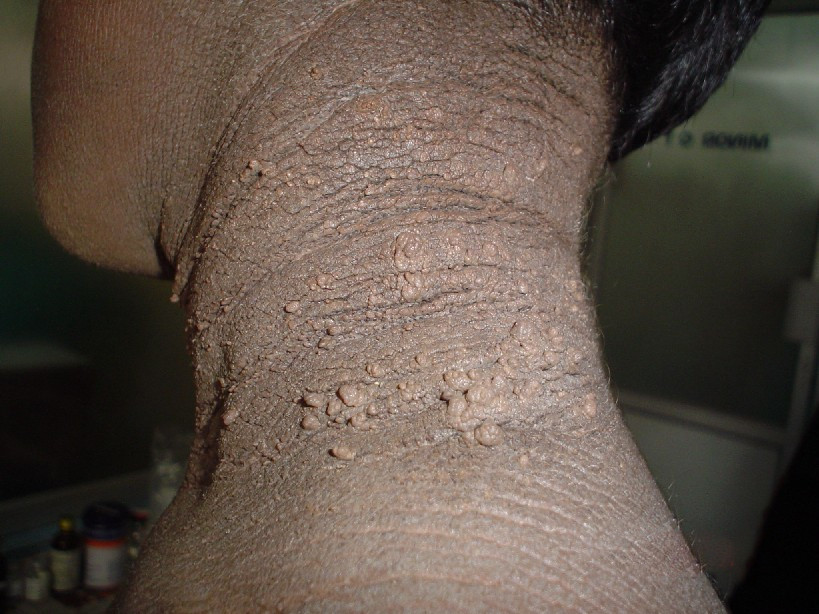
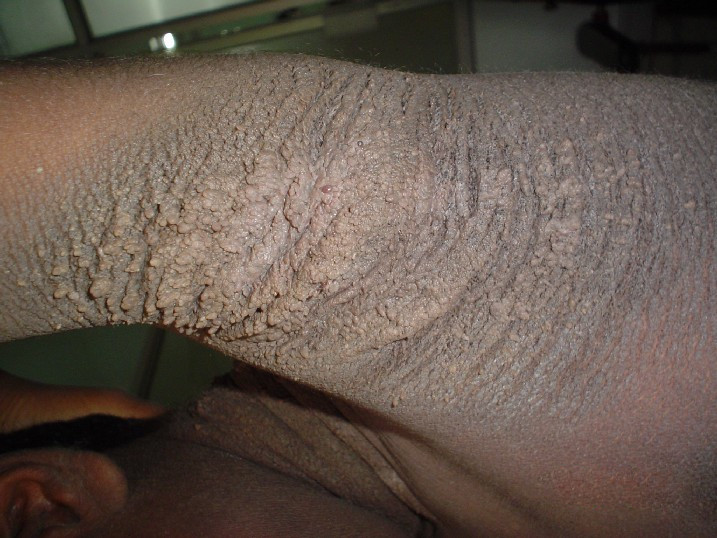
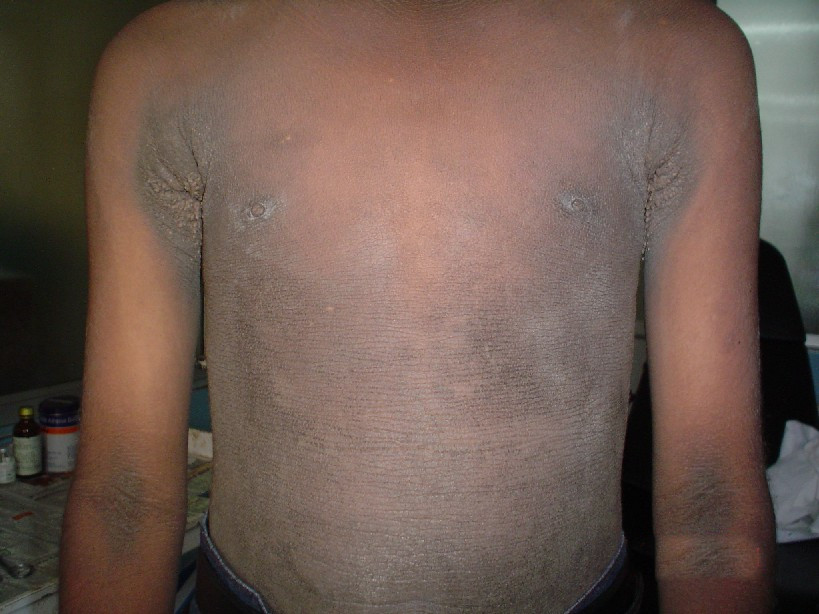

- - Benigna sindromática. Su aparición se relaciona a diversos padecimientos sean de carácter endocrino, genético o inmunitario.[8]
  - Seudoacantosis (también llamada AN asociada a la obesidad). Es asociado a insulinorresistencia o síndrome metabólico como resultado de la obesidad.[9] Es el tipo más común de acantosis nigricans en la población general y en la población adulta.[11]
  - Farmacoinducida, asociada a medicamentos o iatrogénica. Se produce como resultado de la acción de medicamentos que provocan hiperinsulinemia (véase Etiología), aunque también se ha llegado a observar en áreas corporales de pacientes que se aplican insulinoterapia a través de inyecciones subcutáneas repetidamente.[12]
  - Acral. De origen genético (rasgo autosómico dominante), ocurre generalmente en pacientes -por lo demás, sanos- que presentan ascendencia originaria del África subsahariana.[11]
  - Unilateral. Es de origen genético (rasgo autosómico dominante). De forma similar a la benigna hederitaria, suele aparecer y avanzar durante la infancia, aunque en edades posteriores tiende a estabilizarse e incluso, puede llegar a remitir.[11]

- Tipo maligno. Se forma en el adulto asociado a un tumor maligno interno. Es el tipo menos frecuente de acantosis nigricans, y es más común en poblaciones adultas mayores a los 40 años de edad.[11] Este tipo de acantosis nigricans muestra predominantemente relación con adenocarcinomas de órganos abdominales, principalmente de estómago;[13] aunque también puede presentarse en otros órganos como el páncreas, ovarios, riñones, vejiga, conductos biliares, esófago y endometrio.[6] En raras ocasiones puede coexistir con tumores no epiteliales como sarcomas, linfomas, leucemia, melanomas malignos o pinealomas malignos.[6]

- Mixta. Involucra la aparición de dos o más de los tipos anteriores de AN, aunque la presentación más común es la aparición de lesiones de tipo maligno sumadas a aquellas más antiguas de cualquier otra etiología.[6]

## Epidemiología y Causas
La acantosis nigricans es de distribución mundial, de forma que afecta a todas las razas y a ambos sexos, aunque es mayormente frecuente en poblaciones específicas como la nativa americana, seguida de la afrodescendiente, latina y caucásica. La prevalencia de esta condición varía en la población general (desde un 7 % al 74 %) en función de diversos factores de riesgo. Tales factores incluyen obesidad o la resistencia a la insulina, antecedentes familiares positivos a esta condición y el uso de fármacos o drogas que promueven un estado de hiperinsulinemia, como el uso de insulina exógena, ácido nicotínico, métodos anticonceptivos hormonales, corticoesteroides, hormona del crecimiento y heroína.
Respecto a su etiología, cabe aclarar que la acantosis nigricans realmente, más que ser una enfermedad dermatológica por sí misma, debe ser considerada como una manifestación común de diversos trastornos sistémicos. Así, la AN puede presentarse en diversas enfermedades de naturaleza benigna ya sean de carácter endocrino (otras como acromegalia, enfermedad de Cushing, tiroiditis de Hashimoto, hiperplasia de la corteza suprarrenal, tumores de la glándula pituitaria, lipodistrofia, etc.), enfermedades genéticas de carácter autosomático (síndrome de Costello, síndrome de Barter, fenilcetonuria, síndrome de Hermansky-Pudlak, etc.), enfermedades autoinmunitarias (hepatitis autoinmune, lupus eritematoso, dermatomiositis, esclerosis sistémica) o algunas otras afecciones como el síndrome de Capozucca, síndrome de Down, degeneración del tracto piramidal, ciertas encefalopatías de carácter benigno, u otras de carácter maligno (cáncer). De todas formas, las endocrinopatías como la diabetes u obesidad significan la causa más frecuente por la cual aparece esta dermatosis, siendo en estas poblaciones de enfermos donde se presenta mayormente la acantosis nigricans.

## Patogenia
El mecanismo de formación de la AN es extremadamente complejo como resultado de la participación de diversas moléculas y rutas de señalización celular. Además, se desconocen los procesos intracelulares específicos que suscitan su aparición. De todas formas, la AN tiene su origen en la proliferación anormal de líneas celulares específicas de la piel como los queratinocitos epidérmicos y los fibroblastos dérmicos. La idea más aceptada actualmente es que la estimulación excesiva de receptores celulares para ciertos factores de crecimiento —principalmente— como el factor transformador de crecimiento α (TGF-α) y el factor de crecimiento epidérmico (EGF) y de fibroblastos (FGF) causan estas anomalías, y con ello, la aparición de las lesiones características de la AN Los procesos que ocasionan la sobreestimulación de estos receptores son diversos, como resultado de la causa subyacente que origina la AN. Así, se describen:
- La hiperinsulinemia, a través de la activación de receptores para factores de crecimiento similares a la insulina (IGFRs) por las altas concentraciones de insulina circulante.[3][4] Esta actúa de múltiples maneras para inducir la AN, de forma que se conoce un efecto directo y un efecto indirecto. El efecto directo está representado por la activación de insulina del receptor IGF-1 debido a su alta concentración.[6] El efecto indirecto, de naturaleza mucho más compleja, aumenta indirectamente el IGF-1 libre en circulación por disminución de la proteína de unión a IGF (que aumenta la vida media de las IGFRs) y, por tanto, aumento de las concentraciones plasmáticas de IGF-1 libre.[10]
- Causas genéticas-hereditarias, por mutaciones (como en el síndrome de Crouzon), que involucran a los receptores de los factores de crecimiento y que afectan su actividad.[9]
- Enfermedades inmunitarias, que ocasionan la producción de autoanticuerpos que pueden activar receptores para factores de crecimiento (p. ej., las IFGRs).[4]
- Cáncer, considerando que las células cancerosas, ya sea del tumor de origen o de metástasis, secretan moléculas de señalización que influyen patológicamente en los fibroblastos y queratinocitos como la TGF-α.[6]
- Factores locales que actúan sobre sitios determinados de la superficie corporal, como la transpiración o fricción.[3][11]

## Presentación clínica
La acantosis nigricans es una afección cuya característica central es la aparición de zonas de hiperpigmentación (oscurecimiento de la piel) de color café (marrón)-grisácea o negra, acompañado de resequedad y aspereza de la piel afectada. Además, en la exploración física de estas lesiones, es común percibir, al palpar la piel, engrosamiento y elevaciones papilomatosas, que dan a la piel una textura similar a la del terciopelo. Respecto a su topografía, suele diseminarse simétricamente de forma típica a axilas, cuello, nuca, región anogenital, ingles y otros pliegues cutáneos; otras zonas incluyen la región submamaria, el ombligo, pezones y comisuras labiales, e incluso puede llegar a ser generalizada, aunque es rara tal manifestación. Cabe destacar que en poblaciones jóvenes, la zona más afectada suele ser el cuello (hasta 99% de los casos).